# Oncostemum umbellatum
Oncostemum umbellatum là một loài thực vật có hoa trong họ Anh thảo. Loài này được (Baker) Mez mô tả khoa học đầu tiên năm 1902.